# Auenverbund Fulda
Das Landschaftsschutzgebiet Auenverbund Fulda wurde im Jahr 1993 ausgewiesen, um die durch Überflutungen geprägten Grünlandbereiche an der Fulda und einigen ihrer Zuflüsse zu bewahren. Geschützt werden sollen hier vor allem die Lebensgemeinschaften entlang der Gewässer, die durch den Wechsel von Hoch- und Niedrigwasser beeinflusst werden. Schutzziel ist die Erhaltung der durch die unterschiedlichen Durchfeuchtungsstufen bestimmten Wiesen- und Ufervegetationstypen sowie die weitgehende Wiederherstellung naturnaher Gewässerabschnitte, durch die Umwandlung von Ackerland in Grünland und die Extensivierung der Grünlandnutzung.

## Lage
Das geschützte Gelände erstreckt sich entlang der Fulda von Gersfeld im hessischen Teil der Rhön bis an die Bahnstrecke bei Guntershausen, südlich von Kassel. Mit einbezogen wurden Bereiche an den linken Zuflüssen der Fulda Schmalnau, Fliede, Lüder und Schlitz sowie von der von rechts kommenden Haune und der Solz. Administrativ gehören die Flächen des Landschaftsschutzgebiets zu dem mittelhessischen Vogelsbergkreis im Regierungsbezirk Gießen und den nordhessischen Landkreisen Fulda, Hersfeld-Rotenburg, Schwalm-Eder und Kassel im Regierungsbezirk Kassel.

In der naturräumlichen Gliederung Deutschlands, die auf der Geografischen Landesaufnahme des Instituts für Landeskunde Bad Godesberg basiert, werden die Landschaftsteile im Süden den Untereinheiten Fliedetal (352.0), Großenlüder-Lauterbacher Graben (352.2) und Fuldaer Becken (352.1) in der Fuldaer Senke (352) sowie dem Westlichen Rhönvorland (353.1) und der Kuppenrhön (353.2) zugeordnet. An sie schließen sich die Haune-Hochflächen (355.3), das Schlitzer Land (355.1) und das Kämmerzell-Hersfelder Fuldatal (355.2) des Fulda-Haune-Tafellands (355) an. Im nördlichen Bereich des Landschaftsschutzgebiets durchfließt die Fulda das Bebra-Melsunger Fuldatal (357.1) des Fulda-Werra-Berglands (357). Sie alle gehören zu der Haupteinheitengruppe des Osthessischen Berglands (35).

## Schutzgebiet
Die Flächen des Landschaftsschutzgebiets liegen an der Fulda und an einigen ihrer Zuflüsse. Nach den Kurzcharakteristiken der Standarddatenbögen zu den Natura-2000-Gebieten enthält der geschützte Bereich Relikte natürlicher Auenelemente in den Kulturlandschaften an der Fulda und ihrer Seitentäler. Zu ihnen gehören extensiv genutztes, regelmäßig überschwemmtes Grünland mit Feuchtwiesen und artenreichen Glatthaferwiesen, naturnahe Ufergaleriewälder, Großseggenriede, Schilfröhrichte, Altarme und Altgewässer. Die Schutzwürdigkeit wird damit begründet, dass es sich um ein typisches Mittelgebirgsfluss-Ökosystem handelt, mit großer Bedeutung als Brut- und Rastgebiet für Wasservögel. Die Auen sind der Lebensraum des Schwarzblauen Ameisenbläulings (Maculinea nausithous), für dessen Fortbestand in Deutschland und Europa Hessen eine besondere Verantwortung trägt. Bemerkenswert sind in einigen Bereichen auch Vorkommen von Groppe (Cottus gobio), Bachneunauge (Lampetra planeri), Kammmolch (Triturus cristatus) Europäischer Sumpfschildkröte (Emys orbicularis) und Biber (Castor fiber). Sie gehören zu den Arten des Anhangs II der Fauna-Flora-Habitatrichtlinie, für deren Erhaltung besondere Schutzgebiete ausgewiesen werden müssen. Entwicklungsziele für die Natura-2000-Gebiete der Fuldaauen sind die Erhaltung und Extensivierung der Lebensraumkomplexe und die Entwicklung einer natürlichen oder naturnahen Flussdynamik.
Die Fulda, die an der Wasserkuppe im Biosphärenreservat Rhön entspringt, durchströmt auf ihrem Weg nach Hann. Münden, wo sie sich mit der von rechts kommenden Werra zur Weser vereinigt, vorwiegend Gesteine des mittleren und unteren Buntsandsteins aus der Trias. Zwischen Rotenburg und Konnefeld auch Gesteinseinheiten des Zechsteins. In den Niederungen dominieren holozäne Hochflutablagerungen. Vorherrschende Bodentypen sind hier der sedimentierte Braune Auenboden, an Stellen mit hoch anstehendem Grundwasser auch Gleye, teilweise auch anmoorige Gleye. Es wird angenommen, dass die Entstehung des Auelehms anthropogenen Ursprungs ist. In den Flussauen, die einst von Rohböden eiszeitlicher Terrassen aus Kiesen und Sanden geprägt wurden, kam es mit wachsender Bevölkerung und der Ausbildung des Siedlungswesens zu einer Erweiterung des Kulturlandes. Durch Rodungen bedingt entstanden Hangerosionen, deren Ablagerungen zu den unterschiedlich mächtigen Auelehmdecken führten.
Bei der nachfolgenden Bewirtschaftung der Auen wurde mit der Ausdehnung des Ackerlandes auch auf die bisher ungenutzten Flächen in den versumpften Bereichen zurückgegriffen. Die Vernichtung der Auenwälder im Fuldatal erfolgte allmählich, nahm aber durch die Nutzung als Waldweide und durch verstärkte Rodungstätigkeit immer mehr zu. Die maximale Ausdehnung des Kulturlandes war gegen Ende des Hochmittelalters erreicht und ist im Bereich der Auen seither weitgehend konstant geblieben. Die eiszeitlichen Kies- und Sandschichten sind vor allem im 20. Jahrhundert als Rohstoff für die Bauindustrie zu einem bedeutenden Wirtschaftsfaktor geworden und wurden und werden großflächig abgebaut. Die zahlreich entstandenen, aufgelassenen und renaturierten Abgrabungsgewässer, die zunächst als „Wunden in der Auenlandschaft“ galten, haben sich inzwischen zu wertvollen Sekundärlebensräumen entwickelt.
Die Fulda wird als einer der wenigen Flüsse in Deutschland angesehen, die von einer Hochwasserregulierung und einer Eindeichung des natürlichen Überschwemmungsbereiches weitgehend verschont geblieben ist. Allerdings ist eine freie Flussentwicklung wegen der Uferverbauungen auch hier nicht möglich. Teilstrecken der Fulda und ihrer Zuflüsse wurden begradigt, was die Fließgeschwindigkeit erhöhte, die eine verstärkte Eintiefung bewirkte. Der Bau von Straßen, Bahntrassen und großräumiger Gewerbegebiete engen den Hochwasserrückhalteraum stark ein, so dass die Aue hohe Niederschlagsmengen, zu denen im Winter noch die Schmelzwasser aus der Rhön und aus dem Vogelsberg kommen, nicht mehr schadlos aufnehmen kann. In einigen Auebereichen wurden daher in den letzten Jahrzehnten Renaturierungsmaßnahmen durchgeführt, bei denen die Fulda teilweise ein breiteres Bett und bei hohem Wasserstand Verbindungen zu Altarmen und Flutmulden erhielt, um wieder eine Fluss- und Auendynamik zu entwickeln.

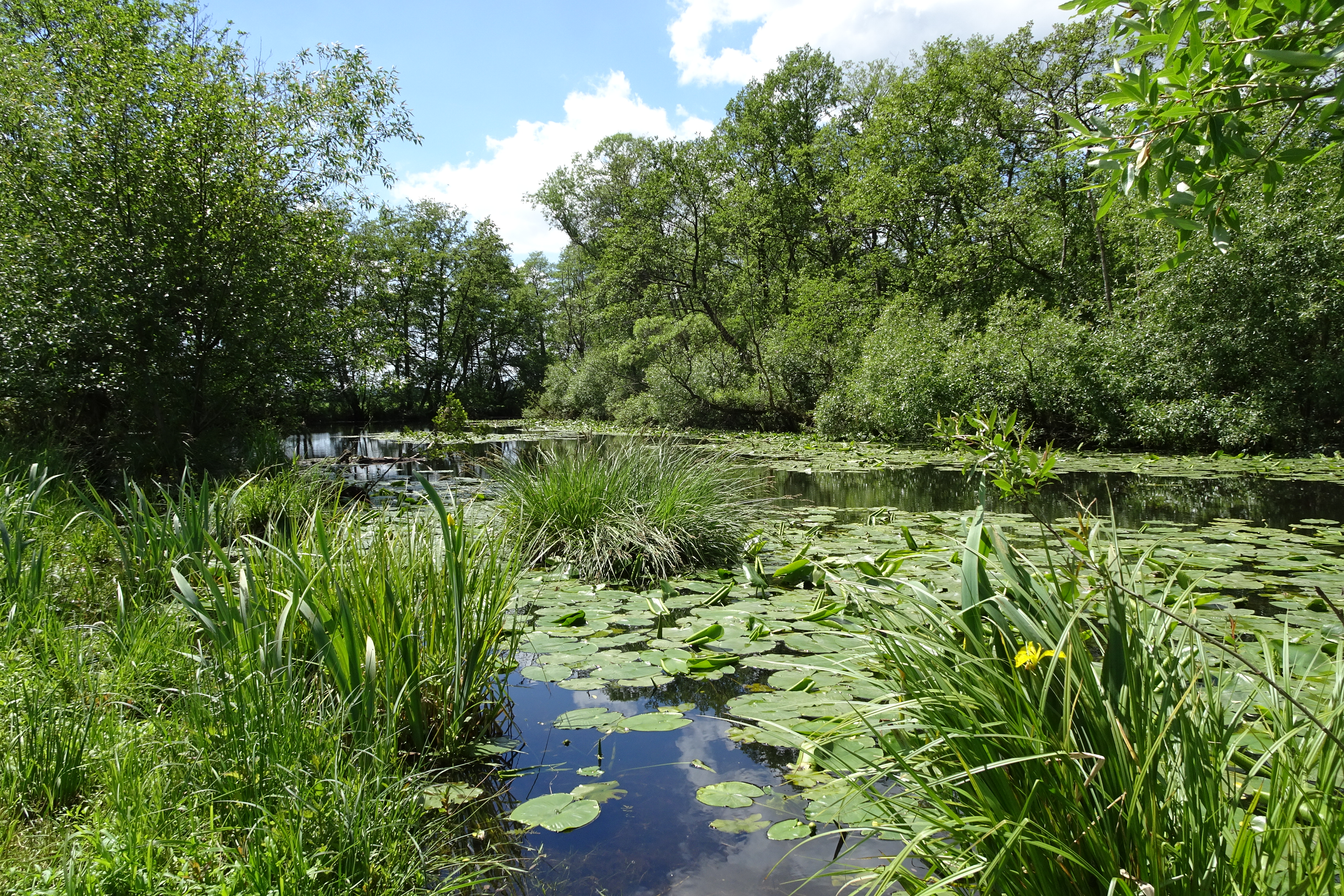
Altarm bei Asbach
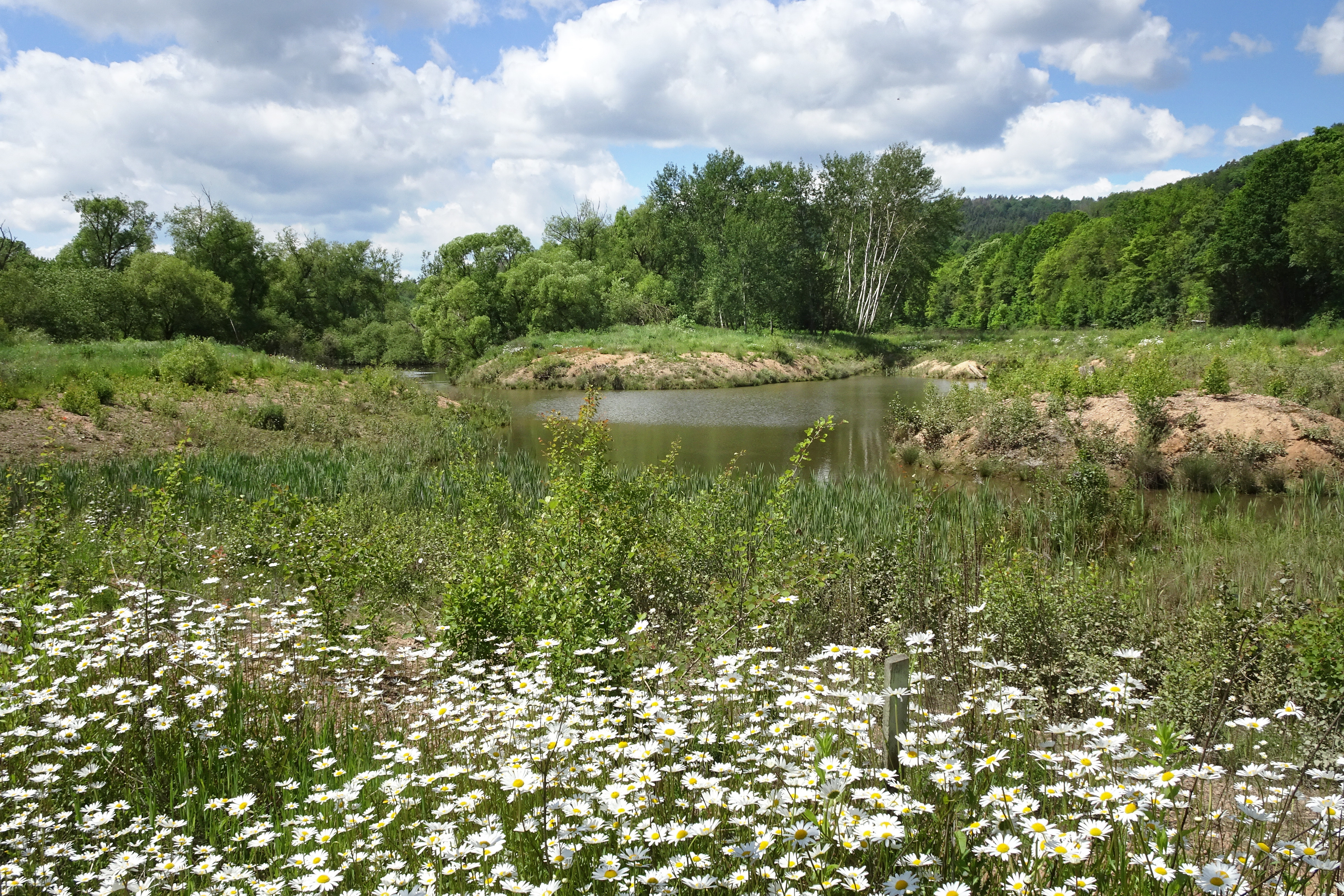
Renaturierung südlich von Bad Hersfeld
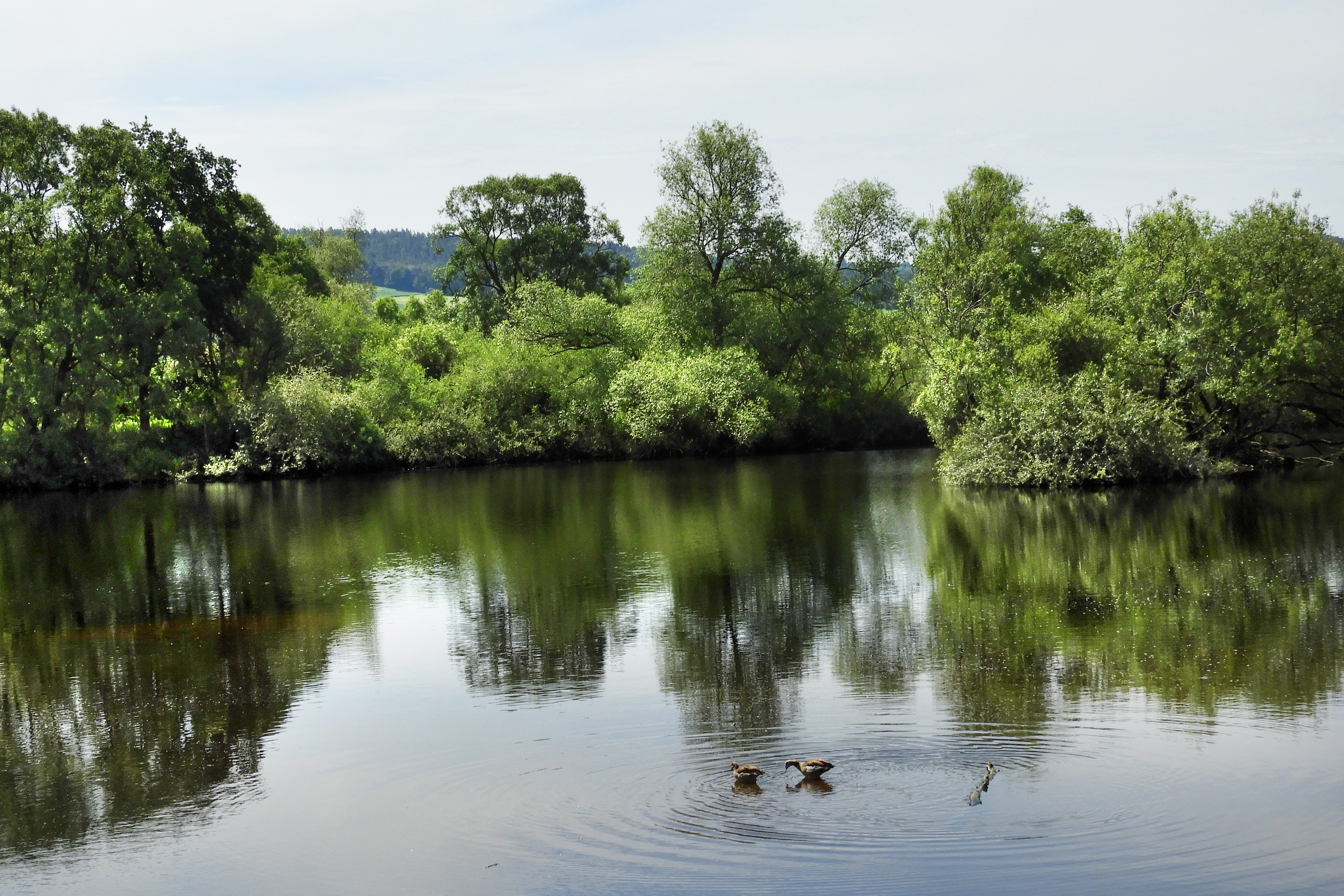
Ufergaleriewald um eine aufgelassene Kiesabbaufläche bei Blankenheim

## Unterschutzstellung
Mit der Verordnung über das Landschaftsschutzgebiet „Auenverbund Fulda“ vom 28. Januar 1993 des Hessischen Ministers für Landesentwicklung, Wohnen, Landwirtschaft, Forsten und Naturschutz wurde die Auenlandschaft der Gewässersysteme Dammerser Wasser, Döllbach, Fliede, Fulda, Haune, Lüder, Schlitz, Schmalnau, Solz und Thalaubach zum Landschaftsschutzgebiet erklärt. Mit der Unterschutzstellung sollte die „Funktionsfähigkeit des Naturhaushalts“ erhalten und die Fulda einschließlich ihre Zuflüsse „mit ihren durch Überflutung gekennzeichneten Auen als eine für Hessen typische Flusslandschaft“ gesichert werden. Der geschützte Bereich hat die nationale Nummer 2631002, den WDPA-Code 378401 und besitzt nach der inzwischen 17. Änderungsverordnung vom 22. Februar 2024 eine Größe von 9.015 Hektar.

## Geschützte Gebiete innerhalb des Landschaftsschutzgebiets
Mehr als ein Dutzend ausgewiesener Naturschutzgebiete liegen vollständig innerhalb des Landschaftsschutzgebiets und mit großen Flächenanteilen auch fünf Fauna-Flora-Habitat-Gebiete und ein Vogelschutzgebiet.

### Naturschutzgebiete
- „Bernshäuser Sumpf“ (3,90 Hektar) in der Stadt Schlitz im Vogelsbergkreis (Nummer 1535017, WDPA162395), ein Quellsumpf mit ausgedehnten Grauweidengebüschen, Seggenrieden und einem regional bedeutsamen Pflanzenvorkommen.
- „Haunestausee bei Marbach“ (28,76 Hektar) in der Gemeinde Petersberg im Landkreis Fulda (Nummer 1631041, WDPA318510), Brut- und Rastgebiet zahlreicher bedrohter Wasservogelarten und Lebensraum und Laichbiotop für Amphibien und Fische.
- „Mosbachwiesen bei Rönshausen“ (22,40 Hektar) in der Gemeinde Eichenzell im Landkreis Fulda (Nummer 1631013, WDPA164696), mit Feuchtwiesen, die von zahlreichen Gräben und dem Flusslauf der Fulda durchzogen werden.
- „Fuldatal bei Eichenzell“ (30,37 Hektar) in der Gemeinde Eichenzell im Landkreis Fulda (Nummer 1631012, WDPA164696), ein naturnaher Flussabschnitt der Fulda mit Ufergehölzen und angrenzenden Wiesen.
- „Horaser Wiesen“ (55,71 Hektar) in der Stadt Fulda im Landkreis Fulda (Nummer 1631031, WDPA163791), Auenbereich mit Feuchtwiesen und Grünlandflächen.
- „Breitecke“ (8,18 Hektar) in der Stadt Schlitz im Vogelsbergkreis (Nummer 1535002, WDPA81455), eine Restfläche einer ursprünglichen, natürlichen Flussaue des hessischen Berglandes an der Fulda.
- „Fuldatal bei Lüdermünd“ (5,18 Hektar) in der Stadt Fulda im Landkreis Fulda (Nummer 1631101, WDPA81702), Feuchtwiesen mit offenen Tümpeln und Großseggenbeständen.
- „Bruchwiesen bei Mengshausen“ (10,40 Hektar) in der Gemeinde Niederaula im Landkreis Hersfeld-Rotenburg (Nummer 1632014, WDPA162589), Feuchtgebiet mit Schilfflächen und Versumpfungszonen, Lebensraum bestandsgefährdeter Sumpf- und Wiesenvogelarten.
- „Alte Fulda bei Asbach“ (11,58 Hektar) in der Stadt Bad Hersfeld im Landkreis Hersfeld-Rotenburg (Nummer 1632007, WDPA 162087), Altarm der Fulda mit reichhaltiger Flora und Fauna.
- „Alte Fulda bei Bad Hersfeld“ (10,40 Hektar) in der Stadt Bad Hersfeld im Landkreis Hersfeld-Rotenburg (Nummer 1632009, WDPA162088), versumpfter Altarm mit einer gewässergebundenen Pflanzen- und Tierwelt.
- „In den Weiden bei Blankenheim“ (4,54 Hektar) in der Stadt Bebra im Landkreis Hersfeld-Rotenburg (Nummer 1632005, WDPA81989), ehemaliger Kiesteich, aus ornithologischer Sicht wertvoll als Lebensraum für im Bestand gefährdete Vogelarten.
- „Alte Fulda bei Blankenheim“ (23,62 Hektar) in der Stadt Bebra im Landkreis Hersfeld-Rotenburg (Nummer 1632004, WDPA81266), Brut- und Rastgebiet für bedrohte Vogelarten in der Fuldaniederung mit einem Altwasserbiotop.
- „Forbachsee bei Bebra“ (22,30 Hektar) in den Städten Bebra und Rotenburg im Landkreis Hersfeld-Rotenburg (Nummer 16320104, WDPA163125), ehemalige Kiesgrube und Flusslauf der Fulda mit ausgeprägtem Uferbewuchs und reichhaltiger Fauna und Flora.
- „Im Sand bei Rotenburg“ (10,24 Hektar) in der Stadt Rotenburg im Landkreis Hersfeld-Rotenburg (Nummer 1632029, WDPA318594), ehemalige Kiesgrube und Altarm.
- „Kiesgrube bei Baumbach“ (22,66 Hektar) in der Gemeinde Alheim im Landkreis Hersfeld-Rotenburg (Nummer 1632026, WDPA164074), ehemalige Kiesabgrabung mit einem Feuchtbiotop.
- „Fuldatal bei Konnefeld“ (16,83 Hektar) in der Gemeinde Morschen im Schwalm-Eder-Kreis (Nummer 1634019, WDPA163174), Lebensraum seltener Vogel- und Amphibienarten am Fuldaaltarm, den Kiesteichen und im Auegrünland.
- „In der Aue bei Malsfeld“ (9,29 Hektar) in der Gemeinde Malsfeld im Schwalm-Eder-Kreis (Nummer 1634034, WDPA318597), angelegter Altarm mit angrenzenden Grünlandflächen, Brut-, Rast und Nahrungsgebiet für Vögel und Lebensraum seltener und gefährdeter Pflanzen- und Tierarten.[9]

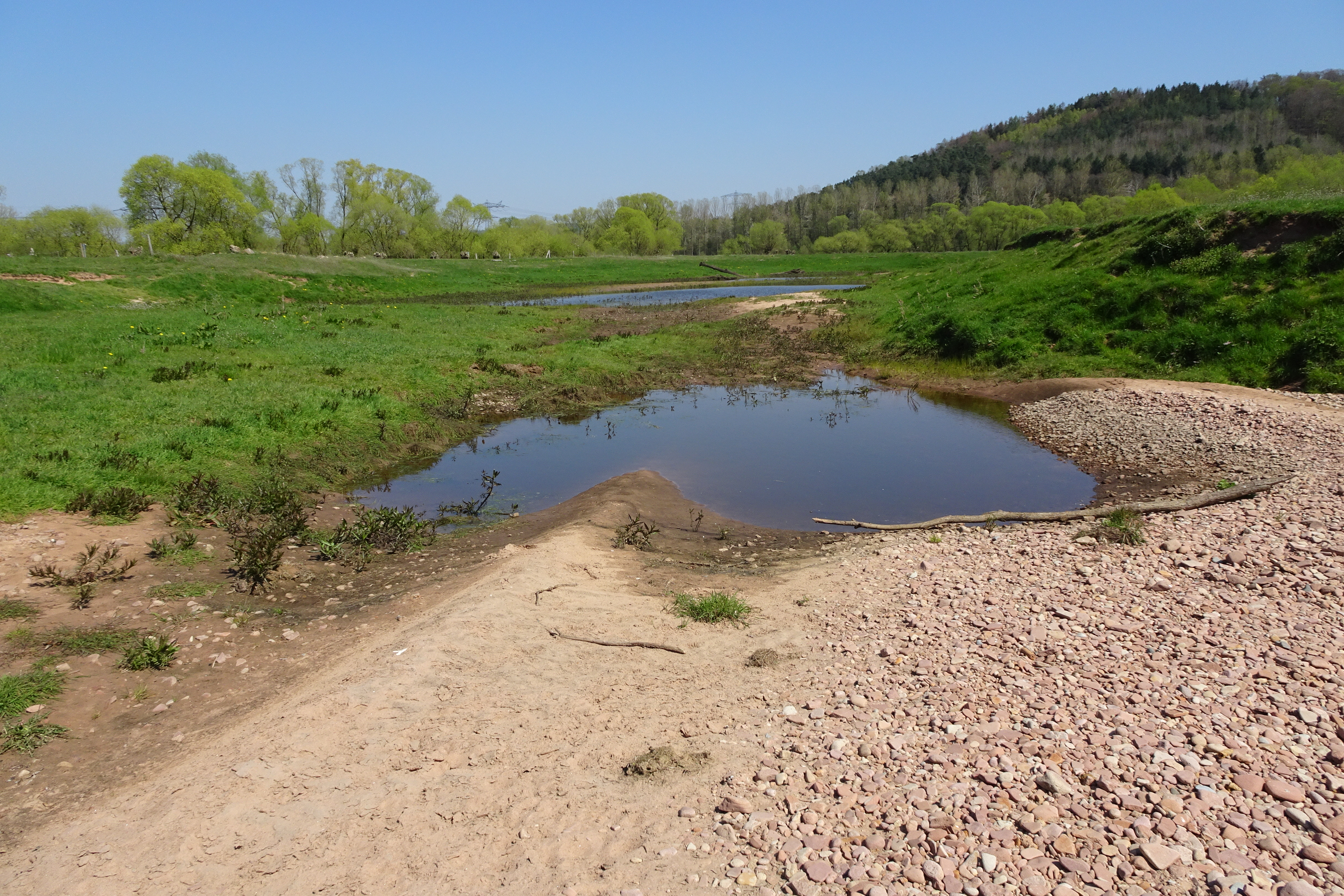
Renaturierte Flutmulde bei Blankenheim
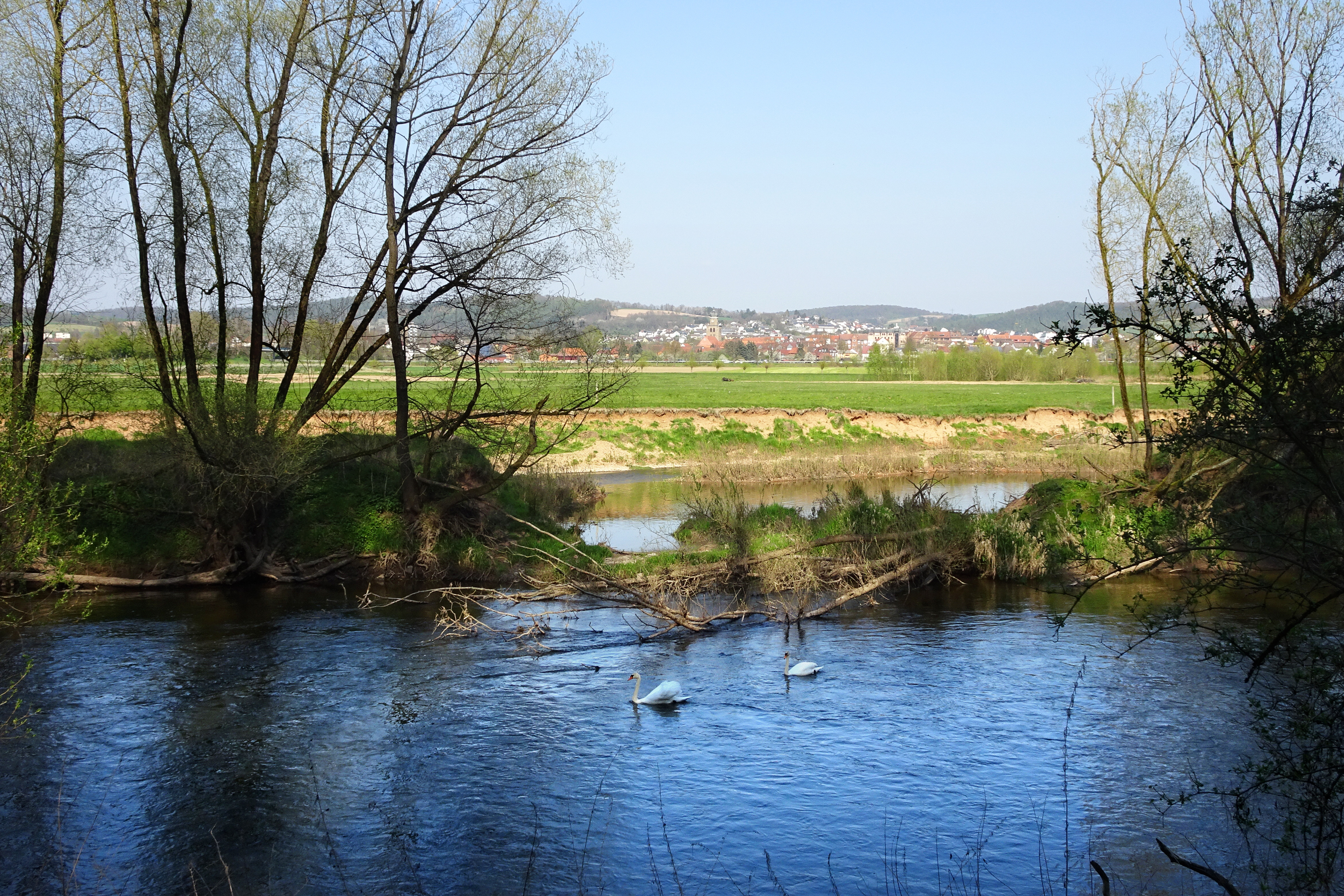
Die Fulda bei Bebra
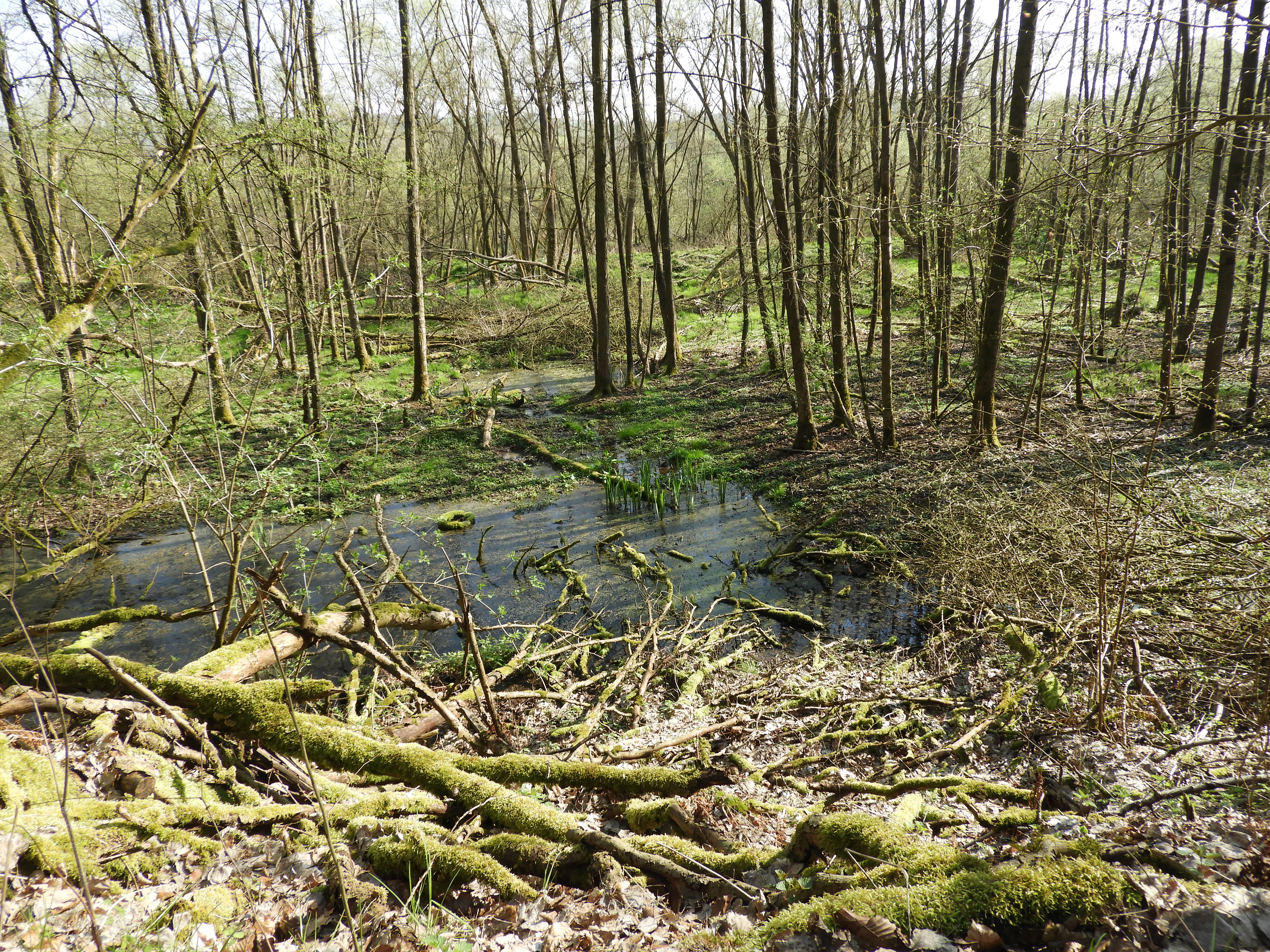
Bruchwald im Naturschutzgebiet „Forbachsee“

### Fauna-Flora-Habitat-Gebiete
- „Hauneaue zwischen Neukirchen und Hermannspiegel“ (183,64 Hektar) in der Gemeinde Haunetal im Landkreis Hersfeld-Rotenburg (Nummer 5224-303, WDPA 555520582), naturnahe, relativ schmale Aue der Haune mit Grün- und Ackerland.
- „Obere und Mittlere Fuldaaue“ (2.536,48 Hektar) im erweiterten Umfeld der Stadt Fulda (Nummer 5323-303, WDPA555520692), Mittelgebirgsfluss-Ökosystem mit Relikten natürlicher Auenelemente.
- „Auenwiesen von Fulda, Rohrbach und Solz“ (786,93 Hektar) zwischen Bad Hersfeld und Bebra im Landkreis Hersfeld-Rotenburg (Nummer 5024-305, WDPA555520374), Flussauenkulturlandschaft mit Biotopkomplexen der Feuchtwiesen.
- „Forbachsee bei Bebra“ (22,30 Hektar) in den Städten Bebra und Rotenburg im Landkreis Hersfeld-Rotenburg (Nummer 5024-301, WDPA555520372) und
- „Fuldatal bei Konnefeld“ (16,83 Hektar) in der Gemeinde Morschen im Schwalm-Eder-Kreis (Nummer 4923-301 WDPA555520286), haben in etwa die gleichen Größen, Grenzen und Erhaltensziele wie die gleichnamigen Naturschutzgebiete.[9]

### Vogelschutzgebiet
- „Fuldatal zwischen Rotenburg und Niederaula“ (1.711,88 Hektar) im Landkreis Hersfeld-Rotenburg (Nummer 5024-401, WDPA378401), Bedeutendes und artenreiches Rast- und Überwinterungsgebiet für Wasser-, Wat- und Wiesenvögel, vor allem für Kiebitz (Vanellus vanellus), Bekassine (Gallinago gallinago), Gänsesäger (Mergus merganser) und Fischadler (Pandion haliaetus). Brutgebiet von Flussuferläufer (Actitis hypoleucos), Flussregenpfeifer (Charadrius dubius), Weißstorch (Ciconia ciconia), Eisvogel (Alcedo atthis) und Neuntöter (Lanius collurio).[9][10]

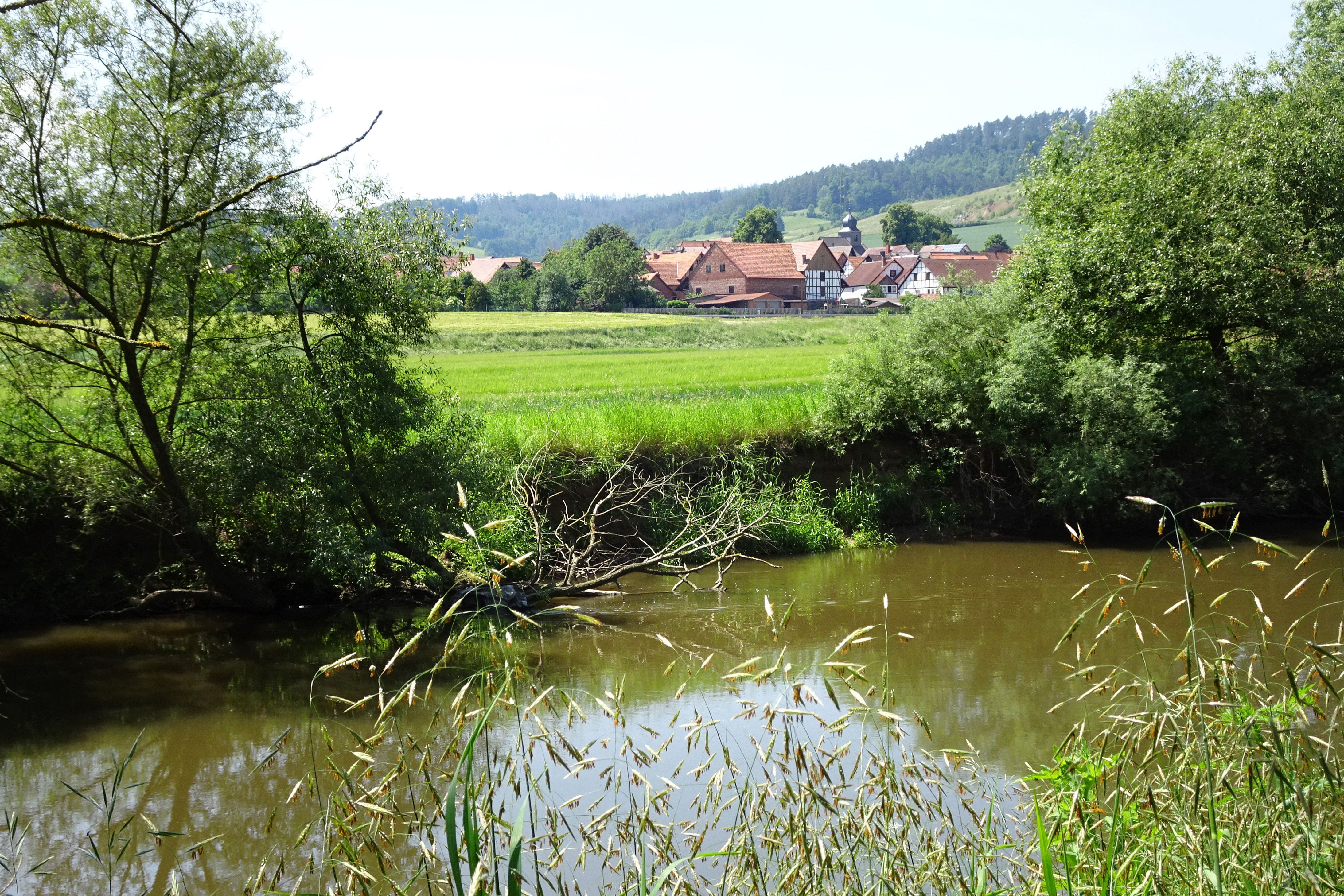
Fulda und Aue bei Konnefeld
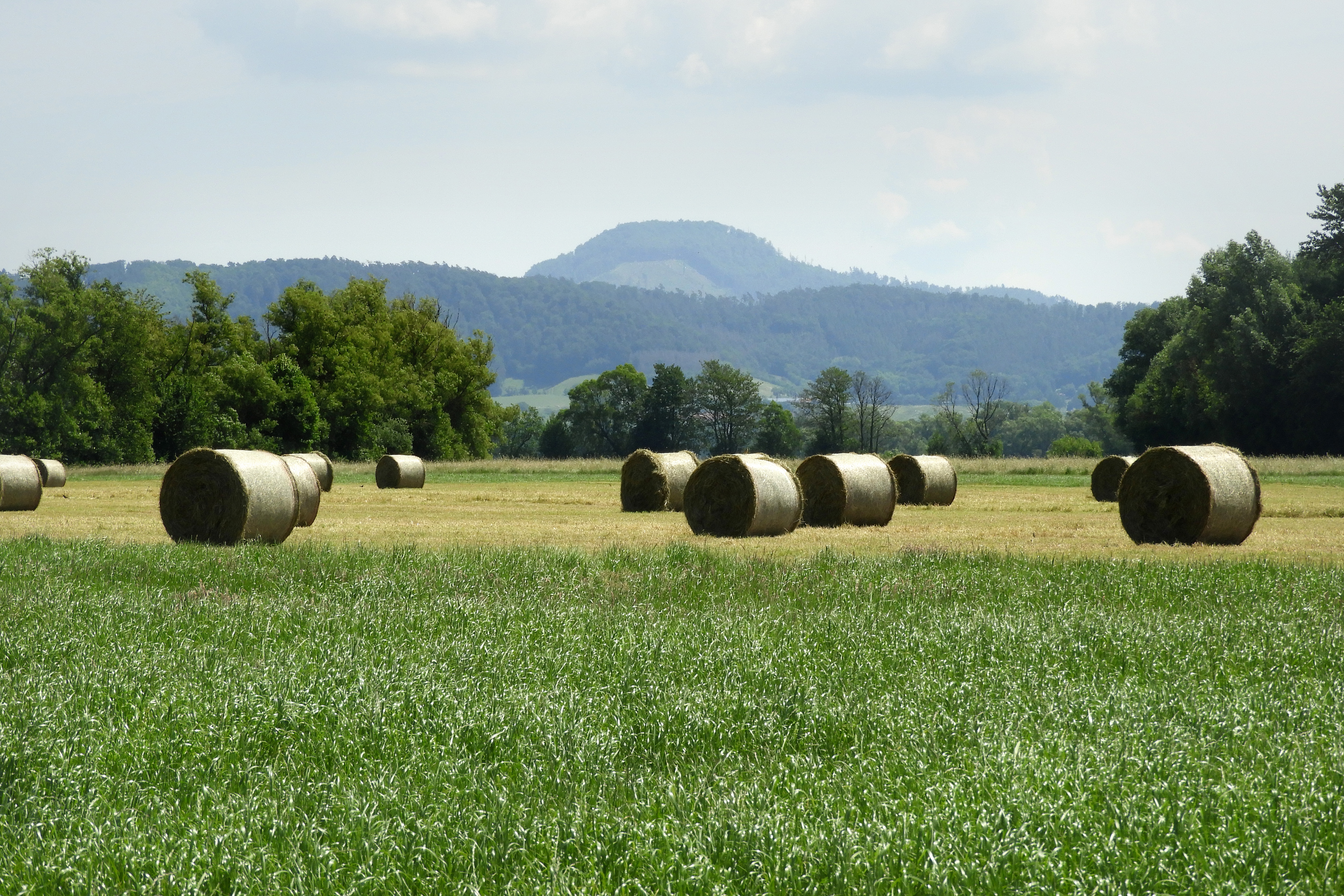
Extensiv bewirtschaftete Grünlandflächen bei Konnefeld
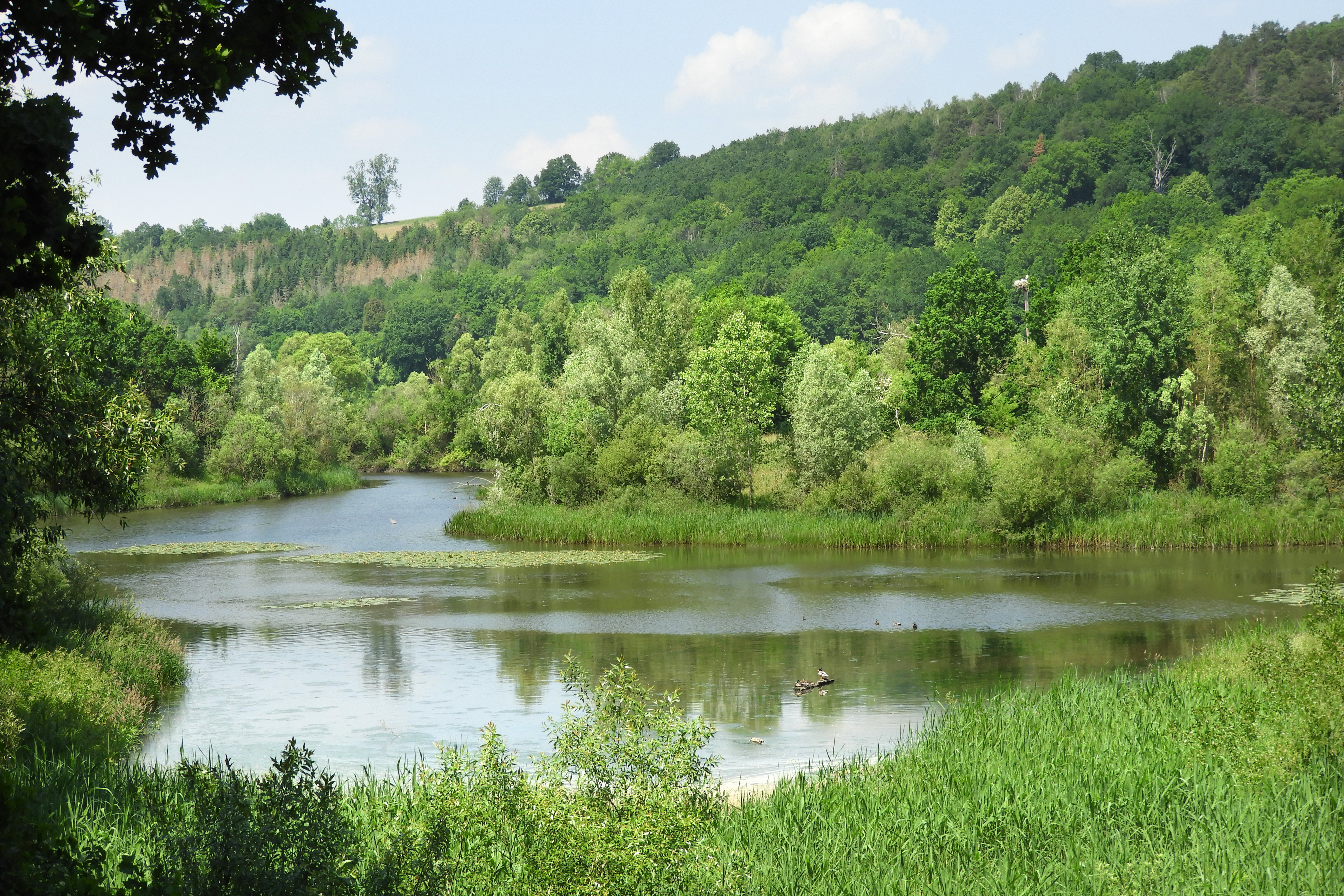
Altarm bei Malsfeld

## Besucherhinweis
Durch das Landschaftsschutzgebiet führt entlang des Flusses der Fulda-Radweg, der hier identisch mit dem Hessischen Radfernweg R1 verläuft. Der ausgeschilderte Fernradweg wurde durch den Allgemeinen Deutschen Fahrrad-Club (ADFC) als „Qualitätsroute“ klassifiziert.